# Діксі Флоренс
Леді Флоренс Керолайн Діксі (до шлюбу Дуглас; 25 травня 1855 – 7 листопада 1905) — шотландська письменниця, військова кореспондентка і феміністка. Її розповідь про подорожі «По Патагонії», дитячі книги «Юні потерпільці» і "Аніві або «Королева-воїтелька» і феміністична утопія «Глоріана або Революція 1900 року» — усі вони стосуються феміністичних тем, пов'язаних із дівчатами, жінками та їхнім становищем у суспільстві.

## Раннє життя
Леді Флоренс Дуглас народилася 25 травня 1855 року в Каммертрісі, Дамфріс, Шотландія, в родині Керолайн Маргарет Клейтон (1821—1904), доньки генерала сера Вільяма Клейтона, 5-го баронета (1786—1866), члена парламенту Грейт-Марлоу, та Арчібальд Дуглас (1818—1858), 8-го маркіза Квінсберрі.
Діксі мала брата-близнюка, лорда Джеймса Едварда Шолто Дугласа (помер 1891 року), старшу сестру, леді Гертруду Дуглас (1842—1893), і трьох старших братів: Джона, віконта Драмланріга (1844—1900), пізніше 9-й маркіза Квінсберрі, Лорда Френсіса Дугласа (1847—1865) і преподобного лорда Арчібальда Едварда Дугласа (1850—1938).
Леді Флоренс була описана як пустунка, яка намагалася зрівнятися з братами у фізичних навантаженнях, будь то плавання, їзда верхи чи полювання.:65Вона їздила верхи, коротко підстрижена по-хлопчачому, і відмовилася дотримуватися моди, коли її представляли королеві Вікторії.:36–37Вона та її брат-близнюк Джеймс в дитинстві були особливо близькими, називаючи одне одного «Дорога» (Флоренс) і «Найдорожчий» (Джеймс).:23 Вона також була близька зі своїм старшим братом Джоном, якого нагадувала за темпераментом: обидва були «безстрашними, динамічними та самовпевненими».:16–17
Її дитинство було насичене драматичними і навіть трагічними подіями. 6 серпня 1858 року, коли леді Флоренс було три роки, її батько загинув у результаті, як повідомлялося, нещасного випадку зі стріляниною, але, як було відомо, він здійснив самогубство. У 1862 році його вдова Кароліна, керуючись давно сформованими переконаннями, прийняла римо-католицизм. Вона взяла своїх молодших дітей, Арчібальда, якому тоді було 12 років, і Флоренс і Джеймса, яким було 7, до Франції, де вона могла навчати їх, як хотіла. Це спонукало опікунів дітей погрожувати леді Квінсберрі позовом згідно з англійським законодавством, щоб відібрати у неї дітей. Ці троє дітей були занадто молоді, щоб за шотландським законодавством обрати опікуна. В результаті протягом двох років вони залишилися у Франції. Коли було виявлено їхнє перше місцезнаходження, Фальконер Атлі, британський консул у Нанті, запропонував їм безпечне місце, і зрештою імператор Наполеон III продовжив захист леді Квінсберрі, гарантуючи, що вона зможе зберегти опіку над трьома дітьми. Арчібальд навернувся до Риму і прийняв священний сан, ставши священиком. Старша донька Кароліни Гертруда також стала римо-католичкою. Коли її англіканський наречений не погодився, щоб їхні діти виховувалися в цій вірі, заручини Гертруди були розірвані. У 1867 році вона вступила до монастиря в Гаммерсміті і закінчила свій новіціат, щоб стати Сестрою Чорної Вуалі, але згодом залишила орден.
Зрештою було домовлено, що Керолайн залишить опіку над своїми молодшими дітьми, і вони повернулися до Англії. Леді Флоренс спочатку отримала освіту вдома від гувернантки, але її описують як «зухвалу, непокірну та неспокійну».:76Після повернення з Франції у віці 9 років близнюків розлучили. Джеймса відправили до римо-католицької школи-інтернату, а Флоренс до монастиря, який вона ненавиділа. Але певну розраду вона знаходила в написанні віршів: її дитячі поезії були опубліковані набагато пізніше під назвою «Пісні дитини», а інші вірші — під псевдонімом «Кохана».
Всього за кілька днів до того, як старший брат Флоренс, Джон Дуглас, мав досягти повноліття як 9-й маркіз Квінсберрі, родину вразила ще одна трагедія. Коли гості зібралися на пишне святкування, стало відомо, що 14 липня 1865 року 18-річний лорд Френсіс Дуглас загинув разом із трьома друзями після першого сходження на Матергорн. Лорд Квінсберрі поспішно вирушив до Церматта з наміром привезти тіло брата додому, але від тіла не знайшли нічого, крім пошарпаних клаптів одягу. Квінсберрі, один, без провідника, вирушивши при місячному світлі, сам атакував Маттергорн і дійшов до «Хатини». Те, що двоє провідників знайшли та врятували його перед тим, як він помер від холоду, було значною мірою випадковістю.:78–88 Він написав Флоренс з вибаченням: «Я думав і думав, де він, подзвонив йому і думав, чи побачу я його знову. Я був напівбожевільний від нещастя, і я не міг нічого вдіяти»:84 «Надзвичайно люб'язний і талановитий». Смерть Френсіса глибоко переживала його родина.:118–120 У 1876 році Флоренс супроводжувала Квінсберрі під час повернення до Церматта, і він показав їй схили, де помер Френсіс. :118–120 Окрім сім'ї, ця трагедія була довготривалою сенсацією, про яку повідомляли газети по всьому світу, часто в тонах сенсаційних і викривальних.

## Шлюб і діти

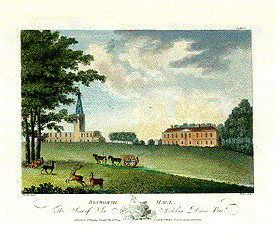
Маєтеок Босворт Голл в Лестерширі.

3 квітня 1875 року, у 19 років, Флоренс Дуглас побралася з сером Александром Бомонтом Черчиллем Діксі, 11-м баронетом (1851—1924), відомим як «сер A.B.C.D.» або «Франт». Александр, який змінив свого батька на посаді 11-го баронета 8 січня 1872 року, мав дохід 10 000 фунтів на рік, еквівалентно £949 889 у 2021 році, заміський будинок, Босворт Голл, поблизу Босвортського ринку, і лондонський таунхаус в фешенебельному районі Мейфер. У 1876 році він обіймав посаду верховного шерифа графства Лестершир. Незважаючи на те, що Флоренс мала лише п'ять футів на зріст, тоді як її чоловік мав 6 футів 2 дюйма, Флоренс домінувала у шлюбі, керуючи своїм чоловіком «залізним жезлом».
У пари народилося двоє синів: Джордж Дуглас (18 січня 1876 р.), який згодом став 12-м баронетом, і Альберт Едвард Волстан (26 вересня 1878, помер 1940), хрещеним батьком якого був принц Вельзький.
І чоловік, і дружина розділяли любов до пригод і життя на свіжому повітрі, і, як правило, вони мали щасливий шлюб, безумовно, найщасливіший із братів і сестер Дугласів. Проте алкоголізм та лудоманія Александра мали катастрофічні наслідки для родини. Повідомляється, що сучасники називали цю пару «завжди сер і леді, іноді напідпитку». У 1885 році будинок предків та маєток Босворта були продані для сплати боргів.
"Протягом деякого часу я боролася з жахливими наслідками величезних програшів мого чоловіка в парі та в азартних іграх... Для мене було великим ударом виявити, що останній залишок колись чудового спадку має негайно піти на сплату цього боргу. Руйн... Франт... настільки звик мати у своєму розпорядженні купу грошей, що не може зрозуміти, що все це зникло... Продавши Босуорт і майно, ці (борги) можна було б погасити", – Леді Флоренс Діксі
Після втрати маєтку пара переїхала до Глен Стюарт, Аннан, Дамфрісшир, Шотландія. Один із будинків у шотландському маєтку Кінмаунт лорда Квінсберрі, раніше він був будинком матері леді Флоренс, вдовуючої маркізи.

## Письменництво
У 1877 році леді Флоренс опублікувала свій перший роман «Помщений Абель: драматична трагедія». Кілька книжок Діксі, зокрема її дитячі книги «Молоді потерпілі, або Мисливці за дітьми Патагонії» та «Аніві, або, королева-воїтелька», а також її романи для дорослих «Глоріана, або Революція 1900 року» та «Ізола, або Позбавлені спадщини: Повстання для жінки та всіх позбавлених права» розвивають феміністичні теми, пов'язані з дівчатами, жінками та їхнім становищем у суспільстві. Її останній роман, напівавтобіографічний твір «Історія Іджайна, або Еволюція розуму», вийшов у 1903 році.:36–38
Незважаючи на те, що вона видавала художню літературу як для дорослих, так і для дітей, Діксі найбільше запам'яталася книгами про подорожі «По Патагонії» (1880) та «У країні нещастя» (1882), обидві з яких досі перевидаються. У цих книгах Діксі представляє себе як головну героїню історії. Цим вона кидає виклик чоловічій традиції цитувати інших письменників-мандрівників, які відвідували цю місцевість і писали про неї, і створює унікальний жіночий стиль подорожей у дев'ятнадцятому столітті.

### Через Патагонію
У грудні 1878 року, через два місяці після народження їхнього другого сина Едварда, Діксі та її чоловік залишили своє аристократичне життя та своїх дітей в Англії та вирушили до Патагонії.:38–39 Вона була єдиною жінкою в її мандрівній групі. Вона вирушила в супроводі своїх братів, лорда Квінсберрі та лорда Джеймса Дугласа, свого чоловіка сера Александра Бомонта Черчілля Діксі та Джуліуса Бірбома.:38–39 Бірбом, друг сім'ї, був найнятий гідом групи через його попередній досвід у Патагонії. Діксі обмірковувала можливість поїхати в інше місце, але вибрала Патагонію, оскільки в той час там побувало мало європейців.
Опинившись у Патагонії, Діксі малює картини пейзажу, використовуючи прийоми, що нагадують романтичну традицію Вільяма Вордсворта та інших, використовуючи емоції та фізичні відчуття для підключення до природного світу.:42–44У той час як вона описує землю як «непривабливу та страшну територію», дії Діксі демонструють, що для виживання в дикій землі потрібні як сила, так і свобода волі.

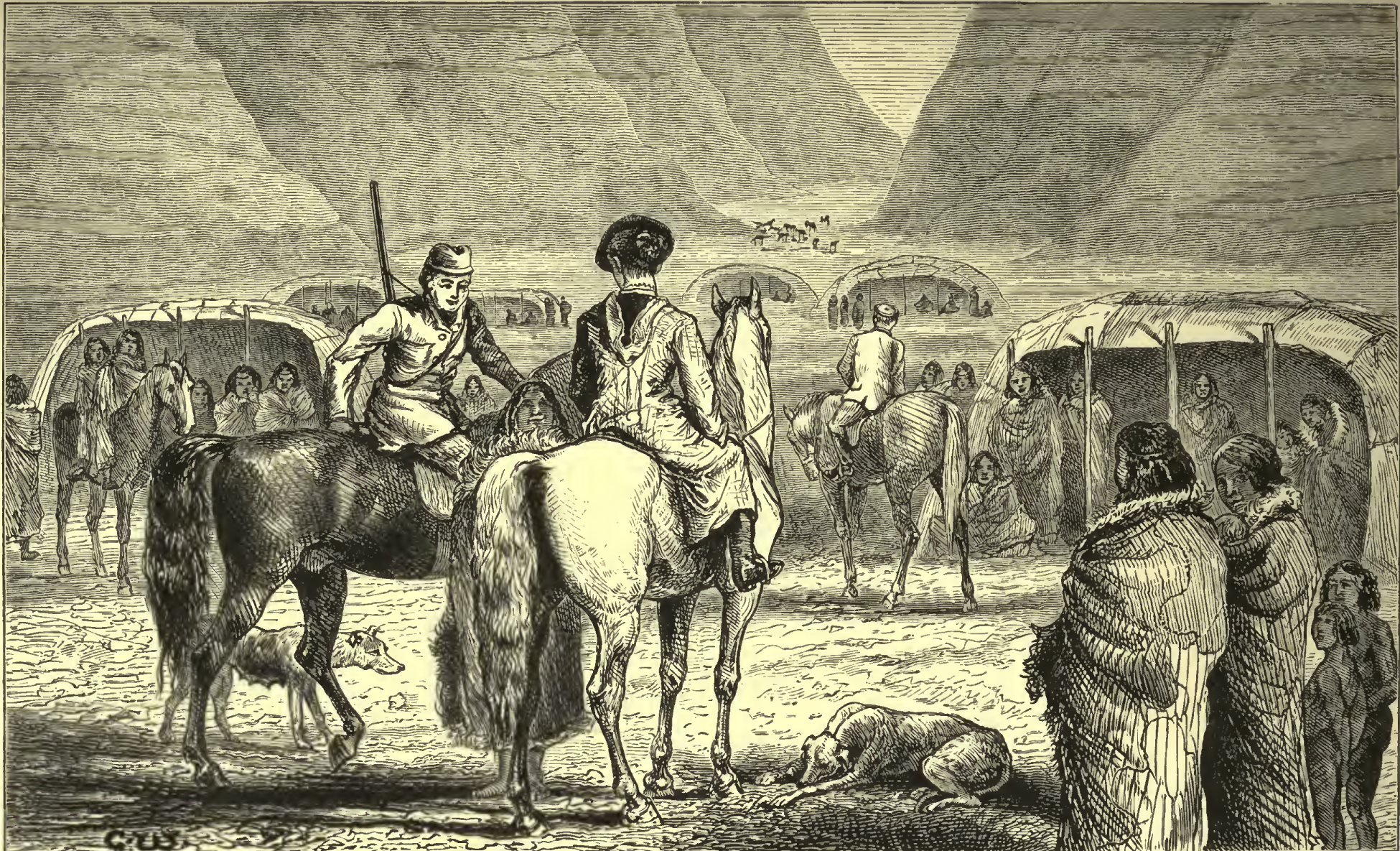
«Індіанський табір», ілюстрація з книги «По всій Патагонії», написаної Діксі та опублікованої в 1881 році

Під час своїх подорожей Патагонією Діксі була «активною, витривалою та стійкою», відкидаючи вікторіанські гендерні стереотипи, які зображували жінок слабкими та беззахисними.:38 Більше того, у своєму творі «Через Патагонію» (1880) Діксі ніколи не згадує свого чоловіка на ім'я, ні на прізвище (просто звертаючись до нього як «мій чоловік»), і представляє себе як героїню експедиції, а не як чоловіка, який традиційно був героєм літературних творів. Вона розповідає про випадки, коли вона перехитрила або перемагала чоловіків або залишилася їм рівною.
Хоча в її розповіді можна побачити такі соціальні питання, як виборче право європейських жінок, вона мало говорить про тубільців та тубілок Патагонії. Моніка Шурмук критикувала її за те, що вона не згадала військові кампанії генерала Хуліо Аргентіно Рока проти корінного населення того часу.:77:84 Проте Шурмук також зазначає, що написання Діксі має трансгресивну якість, яка визнає взаємність::72–73
"Чудовою характеристикою творчості Діксі, яка відрізняє її від інших, є те, що щоразу, коли вона пише себе як глядачка, на неї саму теж дивляться, розглядають, визначають. Її перша зустріч зі «справжнім патагонським індіанцем» відзначена взаємними поглядами та тим, що всі індіанці та європейці були на конях, а отже, на одному фізичному рівні.":72
Леді Діксі поділилася своїми спостереженнями над Патагонією з Чарльзом Дарвіном. Вона не погодилася з Дарвіновим описом туко-туко в його журналі досліджень (1839). Хоча Дарвін припустив, що туко-туко були нічними істотами, які жили майже повністю під землею, Діксі бачила туко-туко вдень. Вона надіслала Дарвіну копію «Через Патагонію»; Дарвінівський примірник цієї книги є частиною бібліотеки Чарльза Дарвіна, розташованої в кімнаті рідкісних книг бібліотеки Кембриджського університету.
З Патагонії Діксі привезла додому ягуара, якого назвала Аффум і тримала як домашнього улюбленця. Аффум убив кількох оленів у Віндзорському великому парку, і його довелося відправити до зоопарку.
Готель у Пуерто-Наталес в чилійській частині Патагонії названий на її честь Hotel Lady Florence Dixie.
Її досвід у Патагонії надихнув на більшу частину її подальших робіт, як її написання для дітей, так і її робота з суфражистським рухом. Дві її книжки для дітей, «Юні потерпільці» і її продовження «Аніві», розгортаються в Патагонії та зображують сильних жіночих персонажок.
"Справді дивовижна річ у книзі — це доблесть, майстерність і розсудливість двох дівчаток, Топсі та Аніві, дітей індіанського вождя... постаті Топсі, чий майстерний досвід сталкерки міг би засоромити ветерана-горянина, і Аніві, яка вчить своє плем’я, що жінка також може гарно полювати та воювати, як і чоловік, і таким чином революціонізує всю соціальну тканину індійського життя, — це справді новинки."

### В Країні Нещастя
У 1881 році Діксі призначили польовою кореспонденткою лондонської газети Morning Post для висвітлення Першої англо-бурської війни (1880—1881) і наслідків англо-зулуської війни. Разом з чоловіком вони подорожували до Південної Африки. У Кейптауні вона зупинилася у губернатора Капської колонії. Також вона відвідала Зулуленд, а по поверненню взяла інтерв'ю у зулуського короля Четшвайо, який перебував у полоні британців.
Її репортажі та твори «Захист Зулуленду та його короля з Блакитної книги» (1882), «У країні нещастя» (1882) зіграли важливу роль у короткому відновленні Четшвайо на троні в 1883 році. У «В країні нещастя» Діксі відбувається боротьба між її індивідуалізмом та її ототожненням із могутністю Британської імперії, але, незважаючи на всю її симпатію до зулуської справи та Четшвайо, в глибині душі вона залишалася імперіалісткою.

### Феміністична утопія

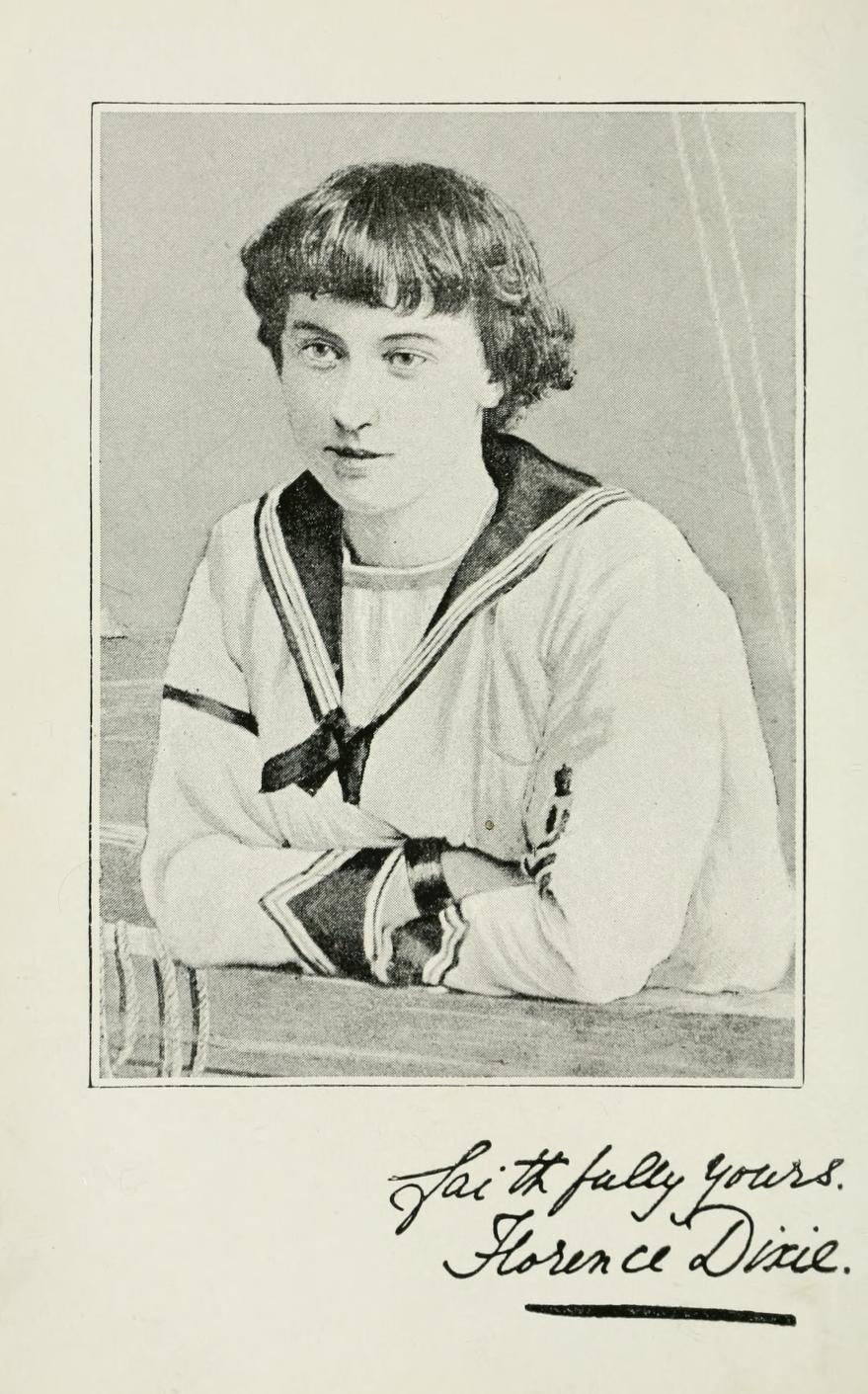
Фронтиспіс до «Глоріана», опублікований Henry & Co., 1890.

Діксі дотримувався твердих поглядів на емансипацію жінок, пропонуючи, щоб статі були рівними у шлюбі та розлученні, щоб корона успадковувалася старшою дитиною монарха, незалежно від статі, і навіть щоб чоловіки та жінки носили однаковий одяг. Вона входила до Національної спілки жіночих суфражистських товариств, і її некролог в «Englishwoman's Review» підкреслив її підтримку виборчого права жінок: «Леді Флоренс… охоче приєдналася до жіночого руху., і виступала на публічних трибунах».
У 1890 році Діксі опублікувала утопічний роман «Глоріана, або Революція 1900 року», описаний як феміністичне фентезі. У ньому також переплітаються елементи романтики та детективу.:57 У ній жінки отримують право голосу в результаті того, що головна героїня, Глоріана, видає себе за чоловіка, Гектора Д'Естранжа, і стає обраною до Палати громад. Персонаж Д'Естранжа відображає Оскара Вайльда, але, можливо, ще більше — саму Діксі. Ще одна з багатьох активних, компетентних і сильних жіночих героїнь книги — шотландська леді Флора Десмонд (яка, як зазначив The Athenaeum, має ім'я, дуже схоже на ім'я авторки). Флора допомагає організувати 200 000 жіночих волонтерських сил і сама очолює їхній елітний кінний Білий полк. Багато персонажок відіграють важливу роль у сюжеті, як підтримуючи, так і протиставляючи герою / героїні: як зазначив Вокер, пригоди в «Глоріані» відбуваються з жінками, а не з чоловіками.
Книга закінчується 1999 роком описом процвітаючої та мирної Британії, уряд якої отримав велику користь від залучення жінок. У передмові до роману Діксі пропонує не тільки виборче право для жінок, але й те, що обидві статі мають навчатися разом і що всі професії та посади мають бути відкриті для обох. У романі вона йде далі і каже:
"Природа безсумнівно наділила жінку більшою силою розуму. Це відразу помітно в дитинстві... Проте людина навмисно намагається приховати цей ранній доказ розумової здатності, встановивши закон, за яким освіта жінки має бути на нижчому рівні, ніж освіта чоловіка... Я стверджую перед шановними джентльменами, що ця процедура є свавільною, жорстокою та невірною для природи. Я характеризую це сильним словом Infamous. Це був спосіб відправлення в могилу невідомих, нерозбитих, і безіменні тисячі жінок, чий високий інтелект був змарнований, а сили для добра були паралізовані та нерозвинені."

## Жінки і спорт

### Жіночий футбол
Діксі зіграла ключову роль у створенні жіночої асоціації футбольної гри, організації показових матчів на благодійність, а в 1895 році вона стала президенткою Британського жіночого футбольного клубу, заявивши, що «дівчата повинні входити в дух гри серцем і душею». Вона організувала тур жіночої футбольної команди з Лондона по Шотландії.

### Кривавий спорт
Під час свого молодого життя та подорожей Діксі була захопленою спортсменкою, безстрашною вершницею та мисливицею. Як показує наступний спогад, частина привабливості полювання в Лестерширі полягала в можливості змагатися на рівних з активними однолітками чоловічої статі:
"Лунає веселий звук мисливського рогу, весело дзвенить краєвид-гало на яскравому, чистому повітрі чудового мисливського ранку; лисиця «пішла», ви добре почали, і ваш друг також. «Давайте, — кричить він, — давайте разом подивимось, як вона пробіжить!» Пліч-о-пліч ви пролітаєте першу огорожу, берете свого коня в руки й сідаєте, щоб покататися над широкою травою. НЯк чітко ви пам'ятаєте той біг, як легко ви згадуєте кожен паркан, який ви пролетіли разом, кожну дерев'яну рейку, яку ви подолали, і це неспокусливе дно, яке ви обидва так щасливо та безпечно перебралися, і, перш за все, старе фермерське подвір’я, де бравий лис віддав своє життя". Леді Флоренс Діксі, 1880
Навички Діксі їзди на коні були достатніми, щоб згадувати про неї в спортивних журналах. Наступна розповідь дає яскраве уявлення про ризики, пов'язані з полюванням на лисиць:
"Від запаху до виду вони вбивають його на відкритому повітрі за одну годину й п’ять хвилин, пробігши добрих дванадцять миль. Було кілька дуже важких падінь і багато горя, коні стояли на місці в усіх напрямках. Леді Флоренс Діксі, яка йшла чудово, невдало впала на Відмерпулську дорогу, її коня понесло. Усі були раді знову побачити її світлість невдовзі після цього. Було небагато тих, хто біг за собаками, і хто бачив убиту лисицю, але ми вважаємо, що містер Купленд, капітан Міддлтон, лорд Дуглас, і Том Фірр виконав це, до їх честі, оскільки в сучасному стані країни це не могло бути легким завданням."
У Патагонії виживання партії в цілому залежало від рівноправної участі всіх її членів. Діксі розділила відповідальність і небезпеку таких необхідних завдань, як полювання на їжу для вечірки.
"Не усвідомлюючи нічого, окрім хвилюючої погоні переді мною, я раптом неприємно пригадала, що «є» така річ, як обережність, і необхідність дивитися, куди ти йдеш, коли ти засунеш свою ногу в надзвичайно глибокий тука-туку отвір, мій маленький кінь прилітає з гуркотом об голову і повністю перевертається на спину, ховаючи мене під собою в безнадійному місиві." Леді Флоренс Діксі, 1880
Однак її також «переслідувала сумна докора сумління» через смерть прекрасного золотого оленя з Кордильєр, який був надзвичайно ручним і довірливим. У 1890-х роках погляди Діксі на польові види спорту різко змінилися, і у своїй книзі «Жахи спорту» (1891) вона засудила криваві види спорту як жорстокі. Пізніше Діксі стала віцепрезиденткою Лондонської асоціації вегетаріанців.

## Політика
Діксі була активною авторкою листів до газет на ліберальні та прогресивні теми, включаючи підтримку шотландського та ірландського самоуправління. Її стаття Справа Ірландії була опублікована у Vanity Fair 27 травня 1882 року.
Проте, вона критикувала Ірландську земельну лігу та феніанців, які, як повідомляється, зробили невдалу спробу напасти на неї в березні 1883 року. Інцидент привернув міжнародний резонанс, але тоді і пізніше висловлювали значні сумніви щодо того, чи такий напад справді відбувся.

### Ймовірна спроба вбивства

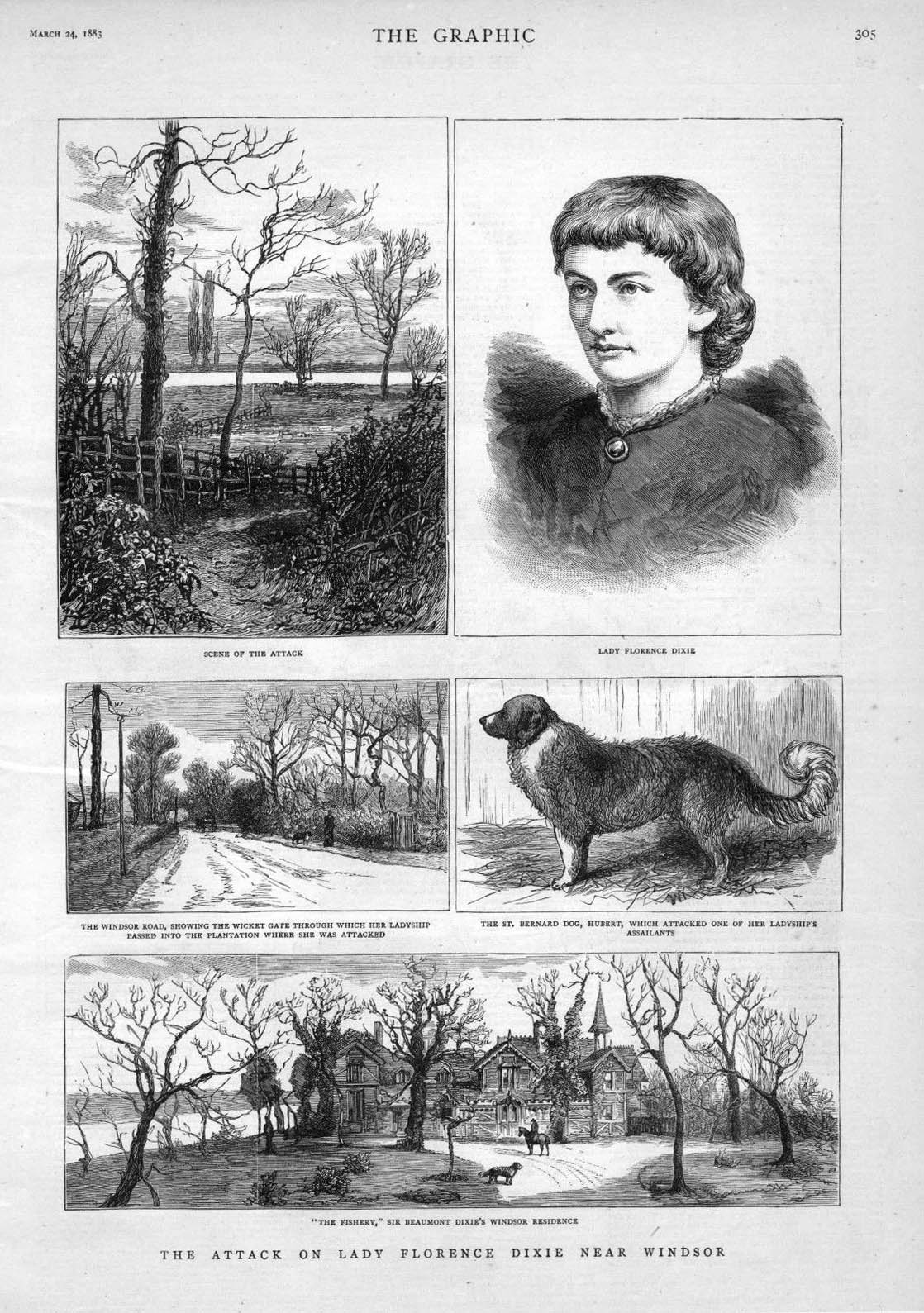
«Напад на леді Флоренс Діксі поблизу Віндзора», хроніка з 6 панелей на The Graphic, 24 березня 1883 р., сторінка 305

У масмедіа були опубліковані звіти про спробу вбити Флоренс Діксі в її резиденції, Фішері, розташованій поблизу Темзи, приблизно за дві з половиною милі від Віндзора. Діксі розповіла газетам про таке:
"Минулого вечора, приблизно о 4:30, я гуляла біля Рибного господарства, коли підійшли дві дуже високі жінки й запитали мене про час. Я відповіла, що годинника з собою не маю, і, повернувшись, залишила їх. Відчинивши невеликі ворота, які вели на приватну ділянку капітана Броклхерста з «Блюз», я пішла у бік стійки й саме збиралася перейти, коли почула, що ззаду відчинилися ворота, і дві жінки пішли за мною. Так чи інакше я відчула, що все не так, тож зупинилася й притулилася до рейок, а потім, коли вони підійшли, пішла їм назустріч. Одна підійшла праворуч і схопила мене за шию, коли силою зчеплення я відчула, що не жіноча сила опустила мене на землю. Ще через секунду я побачила іншу потенційну жінку над собою, і пам’ятаю, як сталь ножа, керована рукою цієї людиною, впала прямо на мене. Він вдарив крізь мій одяг і потрапив в китовий вус мого вбрання, що скосило удар, просто зачепивши шкіру. Ножа швидко витягли й знову тицьнули в мене. Я схопила його обома руками і закричала якомога голосніше, коли той, хто першим потягнув мене, штовхнув мені в рот велику жменю землі і мало не задушив. У той момент, коли ніж вирвався з моїх рук, дуже великий і потужний собака сенбернар, який був зі мною, прорвався крізь ліс, і останнє, що я пам’ятаю, це те, що я бачив людину з ножем, яку він потягнув назад. Потім я почула розгублений звук гуркоту коліс, і більше нічого не пам’ятаю. Коли я прийшла до тями, я була зовсім одна. Судячи з того, що я бачила ніж, я вважаю, що це кинджал, і це, безсумнівно, були чоловіки. Вони були одягнені в довгий одяг і були неприродно високими як для жінок; той, хто вдарив мене, мав товсту вуаль, що сягала нижче рота; інший був відкритий, але його обличчя я не дуже помітила. Це вся інформація, яку я можу надати. Моя голова дуже заплутана і болить, і я думаю, що вони, мабуть, прибили мене. Це жалюгідні каракулі, але мої руки дуже порізані, і мені так боляче писати."
19 і 20 березня і знову 29 числа в Палаті громад піднімалися питання щодо розслідування, але розповідь леді Діксі не була підтримана іншими і була відхилена.
"МІСТЕР. О'ШІ: Я хочу поставити міністру внутрішніх справ питання, про яке я його особисто сповістив. Чи було проведено достатнє розслідування ймовірного вбивчого нападу на леді Флоренс Діксі; і чи дійшла поліція певного висновку з цього приводу в результаті розслідувань у Віндзорі та професійного огляду порізів на одязі леді Флоренс Діксі?

СЕР ВІЛЬЯМ ГАРКУРТ: Розслідування в цій справі базуються переважно на заявах леді Флоренс Діксі. Розслідування цієї справи поліцією не виявили жодних інших обставин на підтвердження цього."

### Ймовірне викрадення
У своєму некролозі, надрукованому 8 листопада 1905 року, The New York Times припустила, що Діксі заявила, що її викрали ірландські агітатори.

## Смерть
Леді Флоренс Діксі померла від дифтерії 7 листопада 1905 року:250 Похована поруч із братом-близнюком на сімейному могильнику на Гулі Хілл у маєтку Кінмаунт.
New York Times повідомила, що «письменниця, захисниця прав жінок і військова кореспондентка» померла 7 листопада у своєму будинку в Глен Стюарт, графство Дамфрісшир.

## Образи

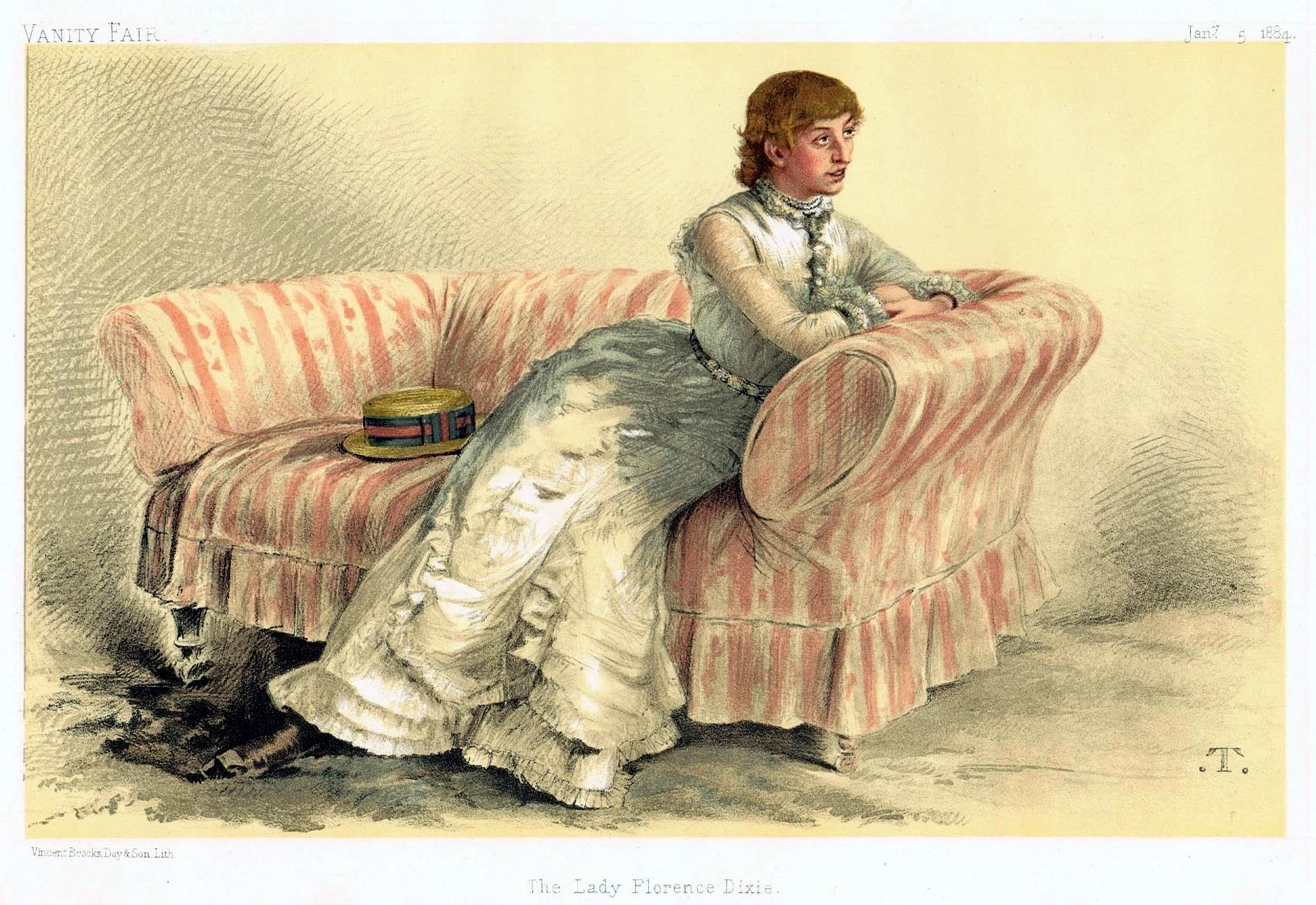
Ілюстрація Діксі від Теобальда Шартрана, опублікована у Vanity Fair, 5 січня 1884 р.

Монохромна літографія Діксі Ендрю Маклюра була опублікована в 1877 році. Вона сидить верхи на коні та тримає урожай для верхової їзди. Копія знаходиться в Національній портретній галереї.
Більш значна літографія Теобальда Шартрана, надрукована в кольорі, з'явилася у Vanity Fair у 1884 році і є однією з довгої серії карикатур, опублікованих у журналі між 1868 і 1914 роками. Усі це були кольорові ілюстрації із зображеннями видатних людей того часу, і кожна супроводжувалася короткою (зазвичай лояльною) біографією. З понад двох тисяч осіб, удостоєних такої честі, лише 18 були жінками. Опублікована в журналі 5 січня 1884 року, Діксі приєдналася до цієї невеликої групи, до якої входили королева Іспанії Ізабелла II (1869), Сара Бернгард (1879), принцеса Вельзька (1882) та Анджела Бердетт-Коутс, 1-а баронеса Бердетт-Коутс (1883). Вікторія, королівська принцеса, і Єлизавета, імператриця Австрії, з'явилися у виданні пізніше в 1884 році.

### Книги
- Помщений Абель: драматична трагедія (London, Edward Moxon, 1877)[31]
- Через Патагонію (Единбург, Бентлі, 1880)[31]
- Приблуди та бродяги: Паломництво богеми за кордон (London: Griffith, Farren Okeden and Welsh, 1880, 60 pp)[69]
- In the Land of Misfortune London: Richard Bentley, 1882, 434 pp)[69]
- Захист Зулуленду та його короля з Синіх книг (London: Chatto and Windus, 1882, 129 pp)[69]
- Викупити в крові (London, Henry & Co., 1889)[31]
- Глоріана; або Революція 1900 року (London, Henry & Co., 1890)[47][51]
- Молоді потерпілі, або Мисливці за дітьми Патагонії (1890), для дітей[17]
- Аніві; або Королева воїнів (1890), для дітей[17]
- Ізола; або «Позбавлені спадку: повстання для жінки та всіх позбавлених спадку» (London, Leadenhall Press, 1902)[31]
- Історія Іджайна; або Еволюція розуму (London, 1903)[31]

### Коротші роботи
- «Випадок Ірландії» в Vanity Fair, 27 травня 1882
- «Четшвайо і Зулуленд» в Nineteenth Century випуск 12 № 2 (Серпень 1882) С. 303–312[31]
- «В Країні Нещастя» (1882)
- «Про Четшвайо та його реставрацію» в Vanity Fair, 12 липня 1884, С. 21–22[31]
- «Спогади про велику самотню землю» в Westminster Review, випуск 139 (Березень 1893) С. 247–256[69]
- «Справжня наука про життя: Нова Євангелія здоров'я» в Westminster Review, випуск 150 (1898) С. 463–470[31]
- «Жахи спорту» (Humanitarian League publication №. 4, 1891)[45]
- «Немилосердність спорту» (1901)
- Вступ до «Релігії жінки» Джозефа Маккейба (1905)

### Приватні листи
Неопубліковані роботи включають:
- Флоренс Діксі до Вільяма Гладстона, 11 серпня 1882 (British Library: Gladstone Papers 391, Add. MS. 44476, f. 127)[31]
- Флоренс Діксі Вільяму Гладстону, 23 жовтня 1883 р. (British Library: Gladstone Papers 391, Add. MS. 44483, f. 257)[31]
- Флоренс Діксі Вільяму Гладстону, 21 травня 1890 р. (British Library: Gladstone Papers 425, Add. MS. 44510, f. 34)[31]
- Флоренс Діксі містеру Клодду, 3 липня 1903 р. (Університет Лідса: колекція Бразертона)[31]
- Листування з лордом Кімберлі (Бодліанська бібліотека, Оксфорд)[17]
- Листування з Чарльзом Дарвіном доступне на веб-сайті Darwin Correspondence Project.

### Про неї
- «Місія жінки» у Vanity Fair, 16 серпня 1884 р., С. 114—116[31]
- «Місія жінки» у Vanity Fair, 23 серпня 1884 р., С. 134—135[31]

## Походження
|  |                                                                   |  |  |  |  |  |  |  |  |  |  |  |  |  |  |  |
|  | Сер Джон Дуглас, 3-й баронет                                      |  |  |  |  |  |  |  |  |  |  |  |  |  |  |  |
|  |                                                                   |  |  |  |  |  |  |  |  |  |  |  |  |  |  |  |
|  |                                                                   |  |  |  |  |  |  |  |  |  |  |  |  |  |  |  |
|  | Сер Вільям Дуглас, 4-й баронет                                    |  |  |  |  |  |  |  |  |  |  |  |  |  |  |  |
|  |                                                                   |  |  |  |  |  |  |  |  |  |  |  |  |  |  |  |
|  |                                                                   |  |  |  |  |  |  |  |  |  |  |  |  |  |  |  |
|  | Крістіан Каннінгем                                                |  |  |  |  |  |  |  |  |  |  |  |  |  |  |  |
|  |                                                                   |  |  |  |  |  |  |  |  |  |  |  |  |  |  |  |
|  |                                                                   |  |  |  |  |  |  |  |  |  |  |  |  |  |  |  |
|  | Джон Дуглас, 7-й маркіз Квінсберрі                                |  |  |  |  |  |  |  |  |  |  |  |  |  |  |  |
|  |                                                                   |  |  |  |  |  |  |  |  |  |  |  |  |  |  |  |
|  |                                                                   |  |  |  |  |  |  |  |  |  |  |  |  |  |  |  |
|  | Вільям Джонстон                                                   |  |  |  |  |  |  |  |  |  |  |  |  |  |  |  |
|  |                                                                   |  |  |  |  |  |  |  |  |  |  |  |  |  |  |  |
|  |                                                                   |  |  |  |  |  |  |  |  |  |  |  |  |  |  |  |
|  | Дама Грейс Джонстон                                               |  |  |  |  |  |  |  |  |  |  |  |  |  |  |  |
|  |                                                                   |  |  |  |  |  |  |  |  |  |  |  |  |  |  |  |
|  |                                                                   |  |  |  |  |  |  |  |  |  |  |  |  |  |  |  |
|  | Арчібальд Дуглас, 8-й маркіз Квінсберрі                           |  |  |  |  |  |  |  |  |  |  |  |  |  |  |  |
|  |                                                                   |  |  |  |  |  |  |  |  |  |  |  |  |  |  |  |
|  |                                                                   |  |  |  |  |  |  |  |  |  |  |  |  |  |  |  |
|  | Чарльз Джеймс Шолто Дуглас (син сера Джона та К. Каннінгема вище) |  |  |  |  |  |  |  |  |  |  |  |  |  |  |  |
|  |                                                                   |  |  |  |  |  |  |  |  |  |  |  |  |  |  |  |
|  |                                                                   |  |  |  |  |  |  |  |  |  |  |  |  |  |  |  |
|  | майор Джеймс Шолто Дуглас                                         |  |  |  |  |  |  |  |  |  |  |  |  |  |  |  |
|  |                                                                   |  |  |  |  |  |  |  |  |  |  |  |  |  |  |  |
|  |                                                                   |  |  |  |  |  |  |  |  |  |  |  |  |  |  |  |
|  | Базілія Доуз (дочка Якова внизу)                                  |  |  |  |  |  |  |  |  |  |  |  |  |  |  |  |
|  |                                                                   |  |  |  |  |  |  |  |  |  |  |  |  |  |  |  |
|  |                                                                   |  |  |  |  |  |  |  |  |  |  |  |  |  |  |  |
|  | Сара Дуглас                                                       |  |  |  |  |  |  |  |  |  |  |  |  |  |  |  |
|  |                                                                   |  |  |  |  |  |  |  |  |  |  |  |  |  |  |  |
|  |                                                                   |  |  |  |  |  |  |  |  |  |  |  |  |  |  |  |
|  | Джеймс Доуес                                                      |  |  |  |  |  |  |  |  |  |  |  |  |  |  |  |
|  |                                                                   |  |  |  |  |  |  |  |  |  |  |  |  |  |  |  |
|  |                                                                   |  |  |  |  |  |  |  |  |  |  |  |  |  |  |  |
|  | Сара Доуз                                                         |  |  |  |  |  |  |  |  |  |  |  |  |  |  |  |
|  |                                                                   |  |  |  |  |  |  |  |  |  |  |  |  |  |  |  |
|  |                                                                   |  |  |  |  |  |  |  |  |  |  |  |  |  |  |  |
|  | Леді Флоренс Керолайн Діксі                                       |  |  |  |  |  |  |  |  |  |  |  |  |  |  |  |
|  |                                                                   |  |  |  |  |  |  |  |  |  |  |  |  |  |  |  |
|  |                                                                   |  |  |  |  |  |  |  |  |  |  |  |  |  |  |  |
|  | Вільям Клейтон (син 1-го баронета)                                |  |  |  |  |  |  |  |  |  |  |  |  |  |  |  |
|  |                                                                   |  |  |  |  |  |  |  |  |  |  |  |  |  |  |  |
|  |                                                                   |  |  |  |  |  |  |  |  |  |  |  |  |  |  |  |
|  | Сер Вільям Клейтон, 4-й баронет                                   |  |  |  |  |  |  |  |  |  |  |  |  |  |  |  |
|  |                                                                   |  |  |  |  |  |  |  |  |  |  |  |  |  |  |  |
|  |                                                                   |  |  |  |  |  |  |  |  |  |  |  |  |  |  |  |
|  | Марія Еліза Кетрін Ллойд                                          |  |  |  |  |  |  |  |  |  |  |  |  |  |  |  |
|  |                                                                   |  |  |  |  |  |  |  |  |  |  |  |  |  |  |  |
|  |                                                                   |  |  |  |  |  |  |  |  |  |  |  |  |  |  |  |
|  | Сер Вільям Клейтон, 5-й баронет                                   |  |  |  |  |  |  |  |  |  |  |  |  |  |  |  |
|  |                                                                   |  |  |  |  |  |  |  |  |  |  |  |  |  |  |  |
|  |                                                                   |  |  |  |  |  |  |  |  |  |  |  |  |  |  |  |
|  | Вільям Іст, 1 -й баронет (з Холла Плейс, Мейденхед)]]             |  |  |  |  |  |  |  |  |  |  |  |  |  |  |  |
|  |                                                                   |  |  |  |  |  |  |  |  |  |  |  |  |  |  |  |
|  |                                                                   |  |  |  |  |  |  |  |  |  |  |  |  |  |  |  |
|  | Мері Іст                                                          |  |  |  |  |  |  |  |  |  |  |  |  |  |  |  |
|  |                                                                   |  |  |  |  |  |  |  |  |  |  |  |  |  |  |  |
|  |                                                                   |  |  |  |  |  |  |  |  |  |  |  |  |  |  |  |
|  | _ Джексон                                                         |  |  |  |  |  |  |  |  |  |  |  |  |  |  |  |
|  |                                                                   |  |  |  |  |  |  |  |  |  |  |  |  |  |  |  |
|  |                                                                   |  |  |  |  |  |  |  |  |  |  |  |  |  |  |  |
|  | Керолайн Маргарет Клейтон                                         |  |  |  |  |  |  |  |  |  |  |  |  |  |  |  |
|  |                                                                   |  |  |  |  |  |  |  |  |  |  |  |  |  |  |  |
|  |                                                                   |  |  |  |  |  |  |  |  |  |  |  |  |  |  |  |
|  | Ніл О'Доннелл О'Донель, 1 -й баронет                              |  |  |  |  |  |  |  |  |  |  |  |  |  |  |  |
|  |                                                                   |  |  |  |  |  |  |  |  |  |  |  |  |  |  |  |
|  |                                                                   |  |  |  |  |  |  |  |  |  |  |  |  |  |  |  |
|  | Г'ю О'Доннелл                                                     |  |  |  |  |  |  |  |  |  |  |  |  |  |  |  |
|  |                                                                   |  |  |  |  |  |  |  |  |  |  |  |  |  |  |  |
|  |                                                                   |  |  |  |  |  |  |  |  |  |  |  |  |  |  |  |
|  | Мері Коан                                                         |  |  |  |  |  |  |  |  |  |  |  |  |  |  |  |
|  |                                                                   |  |  |  |  |  |  |  |  |  |  |  |  |  |  |  |
|  |                                                                   |  |  |  |  |  |  |  |  |  |  |  |  |  |  |  |
|  | Еліс Г'ю Мессі О'Доннелл                                          |  |  |  |  |  |  |  |  |  |  |  |  |  |  |  |
|  |                                                                   |  |  |  |  |  |  |  |  |  |  |  |  |  |  |  |
|  |                                                                   |  |  |  |  |  |  |  |  |  |  |  |  |  |  |  |
|  | Массі Гатчінсон Маунт-Мессі, Корк                                 |  |  |  |  |  |  |  |  |  |  |  |  |  |  |  |
|  |                                                                   |  |  |  |  |  |  |  |  |  |  |  |  |  |  |  |
|  |                                                                   |  |  |  |  |  |  |  |  |  |  |  |  |  |  |  |
|  | Еліс Гатчінсон                                                    |  |  |  |  |  |  |  |  |  |  |  |  |  |  |  |
|  |                                                                   |  |  |  |  |  |  |  |  |  |  |  |  |  |  |  |
|  |                                                                   |  |  |  |  |  |  |  |  |  |  |  |  |  |  |  |

## Нащадки
Старший син леді Флоренс Діксі, Джордж Дуглас Діксі (18 січня 1876 — 25 грудня 1948) служив у Королівському флоті мічманом і був відправлений у Королівські шотландські кордони в 1895 році. 26 листопада 1914 року він отримав звання тимчасового капітана 5-го батальйону КОСБ. Він одружився з Маргарет Ліндсі, дочкою сера Александра Джардіна, 8-го баронета, і в 1924 році успадкував титул свого батька і був відомий як сер Дуглас Діксі, 12-й баронет.
Коли він помер у 1948 році, спадкоємцем сера Дугласа став його син, сер (Александр Арчібальд Дуглас) Волстан Діксі, 13-й і останній баронет (8 січня 1910 — 28 грудня 1975). 13-й Бт. другим шлюбом одружився з Дороті Пенелопою Кінг-Кіркман у 1950 році. У них було дві дочки; 1) Елеонора Барбара Ліндсей; 2) Керолайн Мері Джейн. Обидві дочки мають проблеми.